# Nina Schilk
Nina Schilk (* 9. Juli 1989 in Hamburg) ist eine ehemalige deutsche Handballspielerin, die zuletzt beim Bundesligisten Thüringer HC spielte.

## Karriere
Nina Schilk begann das Handballspielen bei der HSG Nahe 08/Oering. Daraufhin lief sie für den Leezener SC und den TSV Bargteheide auf. In der Spielzeit 2003/04 spielte sie für die SG Oeversee-Jarplund-Weding, 2004/05 für den Ahrensburger TSV und 2005/06 für den SV Henstedt-Ulzburg. Anschließend schloss sich Schilk dem VfL Bad Schwartau an. Schilk lief mit der Frauenmannschaft des VfL Bad Schwartau in der Regionalliga auf. 2009 wechselte sie zum Oberligisten Ahrensburger TSV.
Schilk unterschrieb im Sommer 2010 einen Vertrag beim TSV Travemünde, mit dem sie in der 2. Bundesliga antrat. 2012 wechselte sie zum Drittligisten SV Henstedt-Ulzburg. In der Saison 2014/15 lief Schilk für den Zweitligisten SG Handball Rosengarten auf. Sie erzielte in dieser Spielzeit 126 Feldtore und feierte am Saisonende den Aufstieg in die Bundesliga. Anschließend unterschrieb sie einen Vertrag beim Bundesligisten Bayer 04 Leverkusen. Im Sommer 2017 wechselte sie zum Thüringer HC. Aufgrund eines Bandscheibenvorfalls gab sie jedoch erst kurz vor dem Ende der Saison 2017/18 ihr Debüt für den THC. Mit dem Thüringer HC gewann sie 2018 die deutsche Meisterschaft. Nachdem Schilk ab dem Sommer 2018 schwangerschaftsbedingt pausierte, beendete sie nach der Saison 2018/19 ihre Karriere.

## Privates
Ihre Mutter Ingrid Schilk spielte ebenfalls Handball und stand im Kader der deutschen Nationalmannschaft. Ihr Vater Claus trainierte den Zweitligisten VfL Oldesloe.